# Къщата на моя живот
„Къщата на моя живот“ (на английски: Life as a House) е американски филм от 2001 г.

## Актьорски състав
| Актьор             | Роля          |
| Кевин Клайн        | Джордж Монроу |
| Хейдън Кристенсен  | Сам Монроу    |
| Кристин Скот Томас | Робин Кимбол  |
| Джена Малоун       | Алиса Бек     |
| Мери Стийнбъргън   | Колийн Бек    |
| Иън Сомърхолдър    | Джош          |
| Скот Бакула        | Кърт Уокър    |

## Награди и номинации
| Награда       | Категория                  | Номиниран(и)      | Резултат  |
| ------------- | -------------------------- | ----------------- | --------- |
| Златен глобус | Най-добър поддържащ актьор | Хейдън Кристенсен | номинация |